# Mahaxay
Mahaxay (tiếng Lào: ເມືອງມະຫາໄຊ) là một muang (mường, huyện) thuộc tỉnh Khammouan ở trung Lào .